# Marieke (chanson)
Pour les articles homonymes, voir Marieke.
Pistes de Marieke (volume 5)
Le Moribond
Marieke est une chanson de Jacques Brel composée par Gerard Jouannest, parue en 1961. Extraite du 33 tours 25cm Marieke, elle sort également en super 45 tours.

## La chanson
Sur le rythme d'une valse composée par Gérard Jouannest, le chanteur narre alternativement en français et en néerlandais un amour perdu, une jeune fille des Flandres prénommée Marieke (orthographié également Marijke, ce prénom est l'équivalent néerlandais de Marie). 
Jacques Brel enregistre également une version de Marieke entièrement interprétée en néerlandais, couplée sur un 45 tours avec une version néerlandaise de Ne me quitte pas.
En 1972, l'artiste sur de nouveaux arrangements, réenregistre Marieke sur l'album Ne me quitte pas.

## Discographie
1961 :
- 33 tours 25cm Philips B76.513R[1],[2] Marieke (disque parut sans titre à l'origine).
- super 45 tours Philips[3] : Marieke, Clara, Le prochain amour, Les prénoms de Paris.
- 33 tours 30cm Philips B 77 386 L[4] Olympia 1961.
- 45 tours Philips 372 858BF : Marieke (version néerlandaise), Laat Me Niet Alleen (Ne me quitte pas en néerlandais)[5].

1972 :
- 33 tours Barclay 80 470[6] Ne me quitte pas.

## Reprises
Marieke a notamment été chantée en allemand par Michael Heltau et Klaus Hoffmann et en anglais par Judy Collins et Elly Stone.
Rodolphe Burger avait repris ce titre pour le projet Aux suivant(s), transformant la valse enlevée de Brel en un blues décharné, pour rapprocher la mélodie de la noirceur du texte. Toutefois, cette reprise fut refusée par la fondation Jacques-Brel car elle s'écartait trop de la version originale.